# John Gordy
(en) Statistiques sur pro-football-reference
John Gordy, né le 17 juillet 1935 à Nashville dans le Tennessee et mort le 30 janvier 2009 à Orange, en Californie, est un joueur professionnel américain de football américain jouant au poste d'offensive guard qui a joué pour les Lions de Détroit au cours d'une carrière de 11 ans qui a duré de 1957 à 1967 dans la National Football League (NFL).
Le 16 janvier 1969, il devient le premier directeur exécutif de la National Football League Players Association (NFLPA), poste qu'il occupe jusqu'au 1er novembre 1969.

## Jeunesse et université
Gordy fréquente la Isaac Litton High School dans le quartier d'Inglewood à Nashville, Tennessee. Il est nommé deuxième équipe de la All-Nashville Interscholastic League et reçoit la mention honorable All-State. Il s'inscrit ensuite à l'université du Tennessee où il joue au football américain pour les Volunteers. Lors de sa dernière saison, il est capitaine des Volunteers. En 2018, il a été élu par un jury de journalistes sportifs comme l'un des dix meilleurs joueurs de la région de Nashville à avoir joué au football de l'UT. Il est coéquipier de Johnny Majors (en), qui est son capitaine suppléant et deviendra un entraîneur légendaire à l'université de Pittsburgh et au Tennessee. Les Volunteers de 1956 ont remporté le championnat de la Southeastern Conference.

## Carrière professionnelle
Gordy est sélectionné par les Lions de Détroit lors du deuxième tour de la draft 1957 de la NFL (en). Les Lions de 1957, dont le quarterback est Tobin Rote, et où Gordy joue un rôle clé dans les systèmes de blocage, remportent le championnat de la NFL, la dernière équipe des Lions à le faire. Il joue dans trois Pro Bowls au cours de sa carrière professionnelle.
Gordy est président puis directeur exécutif de l'union des joueurs de football professionnels, la National Football League Players Association, en 1968 et 1969. À ce titre, il est l'un des principaux négociateurs de la première convention collective dans les principaux sports professionnels. Peu après sa ratification, il est contraint de se retirer de la NFL en raison d'une blessure au genou qui persistait.

## Vie privée
Gordy est devenu le directeur de l'association des athlètes chrétiens de l'État de Californie en 1999. À cette époque, seule une poignée d'écoles secondaires publiques participaient à la FCA. À la mort de John, presque tous les lycées du sud de la Californie avaient un groupe de la FCA sur leur campus. Gordy considérait cela comme sa plus grande réalisation.
Gordy est décédé le 30 janvier 2009 à Orange, en Californie, après une longue bataille contre le cancer,.